# Schoenorchis tortifolia
Schoenorchis tortifolia är en orkidéart som först beskrevs av Jayaw., och fick sitt nu gällande namn av Leslie Andrew Garay. Schoenorchis tortifolia ingår i släktet Schoenorchis och familjen orkidéer.
Artens utbredningsområde är Sri Lanka. Inga underarter finns listade i Catalogue of Life.